# Кам'янка (Алчевський район)
Ка́м'янка — село в Україні, у Алчевській міській громаді, Алчевського району Луганської області. Населення становить 248 осіб. До 2020 орган місцевого самоврядування — Петрівська сільська рада. Перша згадка з'являється про хутір Кам'янка у 1715 р. Відстань до Перевальська становить близько 15 км і проходить автошляхом місцевого значення. 
Знаходиться на тимчасово окупованій території України.

## Історія
12 червня 2020 року, відповідно до Розпорядження Кабінету Міністрів України  № 717-р «Про визначення адміністративних центрів та затвердження територій територіальних громад Луганської області», увійшло до складу Алчевської міської громади.
17 липня 2020 року, в результаті адміністративно-територіальної реформи та ліквідації Перевальського району увійшло до складу Алчевського району.

## Населення
За даними перепису 2001 року населення села становило 248 осіб, з них 81,85% зазначили рідною українську мову, 16,94% — російську, а 1,21% — іншу.